# مارلين سميث (رسامة)
مارلين سميث (بالإنجليزية: Marlene Smith)‏ هي رسامة بريطانية، ولدت في 1964 في برمنغهام في المملكة المتحدة.